# أحمد الخطاط
دكتور أحمد الخطاط ، عضو الهيئة التدريسية بكلية الهندسة  بجامعة قطر، عضو الجمعية الأمريكية للكيمياء، محكم دولي للأبحاث العلمية واستشاري كيميائي ومخترع مهتم بالقضايا الإنسانية، قام بنشر العديد من الأبحاث العلمية المحكمة في العديد من المجلات العلمية الدولية ذات التأثير القوي كما له عدد من الكتب العلمية والمقالات المنشورة باللغة العربية  ، له العديد من الاختراعات وحقوق المؤلف المسجلة كما قام بابتكار مقصورة إستحمام آلي تحفظ خصوصية وكرامة كبار السن وذوي الاحتياجات الخاصة وقام بالمشاركة بها في برنامج نجوم العلوم